# 過酸化尿素
過酸化尿素（かさんかにょうそ、英語: Hydrogen peroxide–urea）は、過酸化水素と尿素の化合物である。歯のホワイトニングに使われることもある。

## 性質
化学的に不安定な物質であり、その過酸化物が分解され、発生したヒドロキシラジカルがタンパク質などを分解する性質を持つ。

## 毒性
劇物に指定されており、強い毒性を持つ。
ヒトに対する有害な点は以下の通り。
・皮膚刺激
・重篤な目の損傷

## 反応時の対処法
体と反応した時の対処法は以下の通り。
吸引した場合：空気の新鮮な場所に移し、呼吸しやすい体勢にする。
皮膚に付着した場合：多量の水／石けんで洗う。
万が一皮膚刺激が生じた場合：医師の診察／手当てを受ける
眼に入った場合：水で数分間注意深く洗うこと。次にコンタクトレンズを着用していて容易に外せる場合は外すこと。その後も洗浄を続けること。そして、直ちに医師に連絡すること。
飲み込んだ場合：直ちに口をすすぐこと。気分が悪いときは医師に連絡すること。

## 用途
歯のホワイトニングに使われることがある。 これは過酸化尿素が、酸化反応の課程で過酸化水素に変化し、過酸化水素は口の中で温められて水と反応すると、活性酸素が生成され、この活性酸素が着色汚れ・黄ばみを分解し、無色透明にすることで歯が白くなっていくというメカニズムである。